# فاديم كيريلوف
فاديم كيريلوف (الروسية: Кириллов, Вадим Михайлович) هو لاعب كرة قدم روسي في مركز حراسة المرمى، ولد في 9 سبتمبر 1964. لعب مع لوكوموتيف موسكو.